# Перій-Броштень
Перій-Броштень, Перій-Броштені (рум. Perii Broșteni) — село у повіті Телеорман в Румунії. Входить до складу комуни Олтень.
Село розташоване на відстані 71 км на захід від Бухареста, 27 км на північ від Александрії, 115 км на схід від Крайови.

## Населення
За даними перепису населення 2002 року у селі проживали 1326 осіб.
Національний склад населення села:
| Національність | Кількість осіб | Відсоток |
| -------------- | -------------- | -------- |
| румуни         | 1257           | 94,8%    |
| цигани         | 69             | 5,2%     |

Рідною мовою назвали:
| Мова      | Кількість осіб | Відсоток |
| --------- | -------------- | -------- |
| румунська | 1280           | 96,5%    |
| циганська | 46             | 3,5%     |